# Ильин, Илья Петрович
Илья́ Петро́вич Ильи́н (1 июля 1940 года, Москва, СССР — 12 апреля 2013 года, Москва, Российская Федерация) — российский филолог, литературовед, культуролог, семиотик, эстетик, компаративист. Специалист по истории и теории зарубежной литературы, постмодернизму, нарратологии, теории драмы и театра. Доктор филологических наук, профессор ГИТИСа, действительный член (академик) Независимой академии эстетики и свободных искусств.

## Биография и научный вклад
Окончил МГУ по специальности романо-германская филология, написав диплом по английской литературе, хотя до этого занимался американской новейшей литературой, а первые два — курса лингвистикой.
Семилетняя работа в Кабинете иностранной печати газеты «Известия» не вызвала какого-либо интереса к журналистике, единственной отдушиной были весьма нерегулярные публикации в «Неделе» переводов с французского и шведского, что подогрело вечную жажду к изучению иностранных языков, лингвистики, общих проблем культуры, философии, литературы, театра, балета, классической музыки, живописи, истории, этнографии и духовного своеобразия мировых цивилизаций.
Первые публикации, в основном рецензионного характера, стали появляться с 1965 г. Затем произошло значительное изменение научных интересов: вдобавок ко всему предметом изучения стали современные научные и культурные духовные феномены актуальной современности. Одним из наиболее интересных проявлений того времени стал структурализм, представляющий собой целый неразрывный комплекс различных дисциплин: новейшей лингвистики, семиотики, теории коммуникации, теории систем, теории литературы, психоанализа, современной социологии и литературоведческого анализа, который в результате всего этого превратился в поле демонстрации идей и концепций вышеперечисленных дисциплин. К этому времени относится и первая серьёзная научная работа над сборником «Структурализм: „за“ и „против“» (1975): научная редактура, составление комментария и «Словаря терминов французского структурализма». Последняя дань традиционному литературоведению нашла своё отражение в двух сборниках по истории американской литературы: «Американский век разума» (1977), где была представлена публицистика американских деятелей Просвещения, и «Американский критический очерк XIX—XX вв.» (1981).
Долгое пребывание в Отделе филологии ИНИОН РАН, где в журнале «Литературоведение» Ильин вёл разделы по теории литературы и поэтике, во многом предопределило профессиональную ориентацию в сфере современных зарубежных теорий, концепций и методологий изучения литературы и публикацию многочисленных статей по самым различным проблемам данного круга идей от семиотики, лингвистики, теории речевой коммуникации, компаративистики, нарратологии, рецептивной эстетики, театрологии, культурологии вплоть до разных течений испанской и итальянской литературной критики или сравнительного анализа концепций восточного интуитивизма и западного рационализма.
Специфика работы в ИНИОН повлекла за собой многолетнюю работу по составлению разного рода словарей: от зарубежных теоретиков и критиков литературы и философов, привлекавших для демонстрации своих идей литературно-художественный материал, до разнообразных вариантов понятийного аппарата современной гуманитарной мысли, в зависимости от той или иной философско-теоретической ориентации. Итогом многолетней работы в этой области и стал словарь «Постмодернизм. Словарь терминов» (2001).
Что касается структурализма, то он привлекал исследователя прежде всего тем идеалом «новой научности», который, как тогда казалось, обещал радикальную модернизацию методологического отставания гуманитарных наук от естественнонаучных дисциплин; а также исправить их вечный порок эмпирической описательности с неизбежным сползанием, как это нередко происходило, в многоглагольную эссеистичность с её методологической необязательностью подтверждать свои выводы анализом научной логики, опирающейся на тщательное изучение достоверности фактов.
Дальнейшая эволюция этого течения выявила неоправданность надежд на превращение гуманитарных наук в некое подобие модели естественнонаучной сферы знания и привела к появлению постструктурализма как философско-эстетического учения, деконструктивизма как метода анализа художественного произведения и постмодернизма — широкого течения, отразившего особое умонастроение конца XX века и получившего фундаментальное теоретическое обоснование в трудах современных философов Франции, Англии, США и других стран Европы.
Анализу становления феномена структурализма и его трансформации в постструктурализм и были посвящены диссертации:
- кандидатская «Теоретические итоги эволюции „новой критики“ от американского „неогуманизма“ до французского структурализма» (1980);
- докторская «Теория и практика литературоведческого постструктурализма: деконструктивизм в критике США и Франции» (1992).

Итогом более чем тридцатилетней работы в данной сфере гуманитарного знания стали две монографии:
- «Постструктурализм. Деконструктивизм. Постмодернизм» (1996);
- «Постмодернизм от истоков до конца столетия» (1998).

Работа в РАТИ с 1992 г. позволила Ильину возобновить преподавательскую деятельность, в первую очередь по истории зарубежной литературы, которую он начинал ещё с 5-го курса учёбы в МГУ и потом продолжал во время пребывания в аспирантуре, а затем пару лет вёл курсы по истории зарубежной критики на филологическом факультете в том же учреждении, а также интенсифицировать давние занятия теорией театра и драмы.